# Emmanuel Ntakarutimana

Bischofswappen von Emmanuel Ntakarutimana

Emmanuel Ntakarutimana OP (* 30. Dezember 1956 in Gitega) ist ein burundischer römisch-katholischer Ordensgeistlicher und Bischof von Bubanza.

## Leben
Emmanuel Ntakarutimana trat der Ordensgemeinschaft der Dominikaner bei und legte am 28. September 1981 die erste Profess ab. Die ewige Profess legte er 1984 ab. Er studierte Philosophie am Priesterseminar in Bujumbura und Theologie an der Université Catholique du Congo in Kinshasa. Nach weiteren Studien wurde er an der Universität Freiburg in der Schweiz in Fundamentaltheologie promoviert. Am 23. August 1987 empfing er in Gitega das Sakrament der Priesterweihe.
Von 1986 bis 1989 lehrte er Fundamentaltheologie am Priesterseminar in Gitega und von 1988 bis 1990 war er Sekretär der bischöflichen Kommission Justitia et Pax. Von 1991 bis 1993 war er Studentenmagister am interafrikanischen Ausbildungshaus seines Ordens in Kinshasa. Anschließend war er bis 1999 als Berater der Ordensleitung und als Koordinator seines Ordens für Afrika tätig. Von 2001 bis 2015 leitete er das Friedens- und Versöhnungszentrum Ubuntu in Bujumbura. Von 2015 bis 2021 leitete er das Amt für die Evangelisierung bei der Bischofskonferenz von Burundi. Ab 2021 war er Koordinator der Gründungskommission für die neueröffnete Katholische Universität Laudato si’.
Papst Franziskus ernannte ihn am 15. Februar 2025 zum Bischof von Bubanza. Der Apostolische Nuntius in Burundi, Erzbischof Dieudonné Datonou, spendete ihm am 5. April desselben Jahres im Provinzialstadion in Bubanza die Bischofsweihe. Mitkonsekratoren waren der Bischof von Ngozi, Georges Bizimana, der das Bistum Bubanza während der Sedisvakanz als Apostolischer Administrator verwaltet hatte, und der Erzbischof von Gitega, Bonaventure Nahimana.